# Antonio Niedda
Antonio Niedda (Bonorva, 2 febbraio 1931 – Padova, 4 settembre 1975) è stato un poliziotto e militare italiano.

## Biografia
Entrò in Polizia nel 1955 e, dopo aver frequentato la Scuola di Vicenza, prestò servizio presso i Reparti di Piacenza e Roma e, da ultimo, presso la Sezione Polizia stradale di Padova. Gli furono conferiti un Attestato di Benemerenza (per aver partecipato alle operazioni di soccorso delle popolazioni del Vajont) e la Croce di Argento al Merito di Servizio.

## I fatti
Agente della Polizia stradale in servizio presso la caserma "Milliava" di Padova, la mattina del 4 settembre viene designato al servizio di antirapina. Dopo aver fatto dei controlli al casello autostradale di Padova Est, alle 9:30 si dirige con il suo furgoncino a Ponte di Brenta, una zona di Padova. Arrivato in via delle Ceramiche, nota una Fiat 128 bianca con due persone a bordo ferma sull'altro lato della strada. Dopo aver controllato le patenti, l'agente nota che sono contraffatte. Mentre il suo collega si stava dirigendo verso il furgoncino per i controlli di rito, Carlo Picchiura (uno dei due fermati) scende dalla macchina e apre il fuoco. Antonio, che stava seguendo la scena, viene colpito subito e crolla a terra, raggiunto da cinque proiettili. Il suo collega si salva solo grazie ad un balzo che lo pone al riparo del furgoncino e grazie al fatto che la pistola di Picchiura si inceppa. I due terroristi tentano la fuga, ma Carlo Picchiura viene raggiunto e ammanettato dal collega di Antonio.